# Sogo
Sogo es una localidad española perteneciente al municipio de Pereruela, en la provincia de Zamora, y la comunidad autónoma de Castilla y León.

## Geografía
Su término pertenece a la histórica y tradicional comarca de Sayago. Junto con las localidades de Arcillo, La Cernecina, Las Enillas, Malillos, Pueblica de Campeán, San Román de los Infantes, Sobradillo de Palomares, Pereruela, y La Tuda, conforma el municipio de Pereruela.

## Topónimo y gentilicio
El topónimo Sogo se explica como forma derivada del latín tardío "sabucu", es decir, saúco. Procede por tanto de la monoptongación tras caer la –b– intermedia, pudiéndose justificar esta evolución, que coexiste con formas trisilábicas (saúco, saúgo), suponiendo un desplazamiento del acento hacia la sílaba inicial por influencia de sauce, sauz. Ello daría lugar a una variante popular bisilábica *sau-go, cuya primera sílaba, interpretada por los hablantes como un diptongo decreciente (auru - oro; autario - otero), permitiría la reducción hacia sogo. La forma Soguino es explicable
por diferenciación toponímica, inicialmente debió de llamarse Sogo, como el topónimo mayor.
Sobre esta localidad existe una hermosa y graciosa leyenda que relata como su nombre proviene del temor que originó una gran soga (allí llamada sogo) que, caída en el fondo de un pozo, atemorizó a los habitantes de este pueblo al confundirla con una gran serpiente. Otras versiones de esta narración, sitúan esta cuerda o sogo en su puente romano.
El gentilicio de esta localidad pedánea del municipio de Pereruela es Soguino.

## Historia

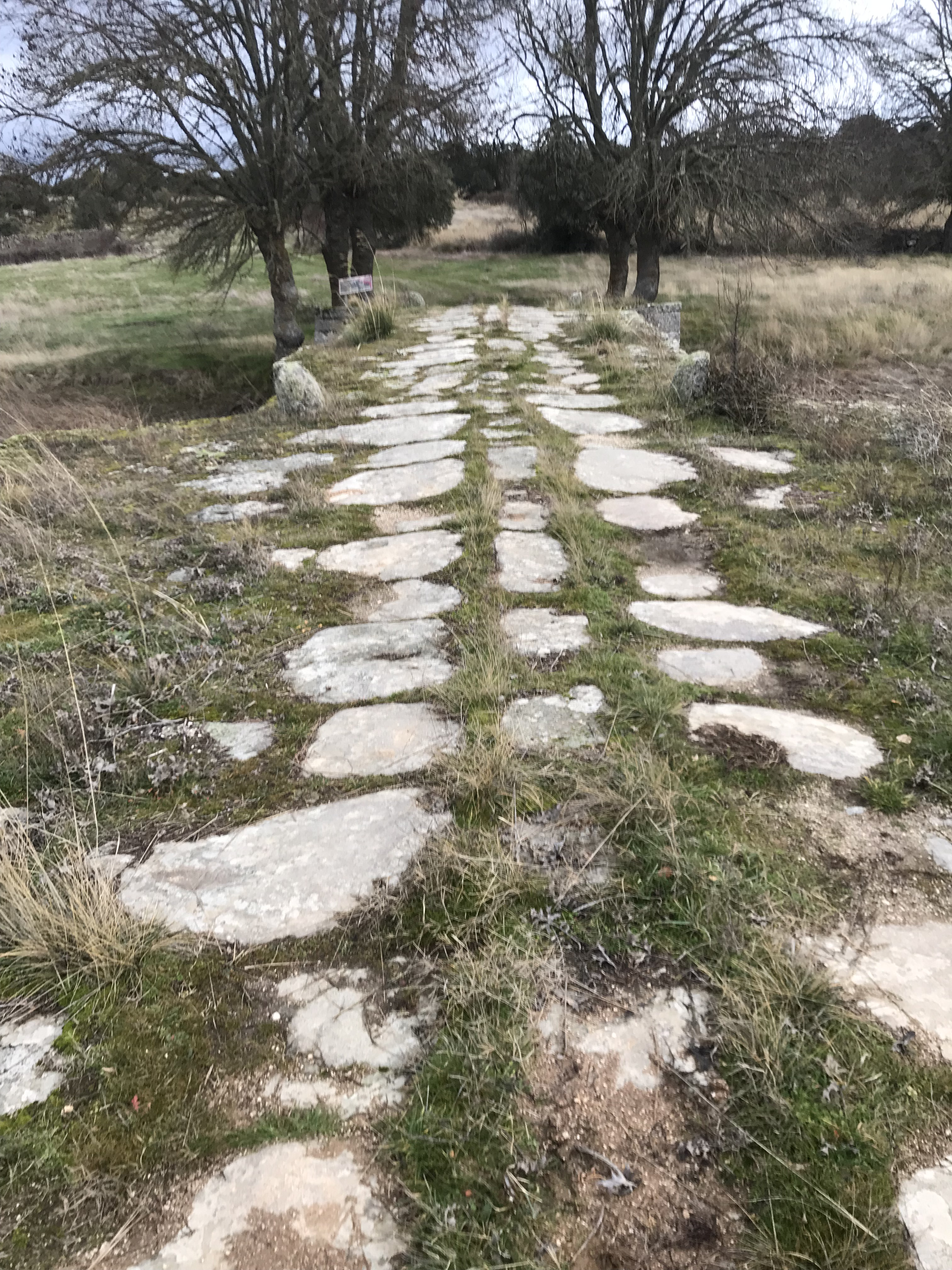
Tramo de la calzada Mirandesa que se ubica junto al puente de Sogo.

El puente romano de la localidad, en la calzada Zamora-Fermoselle sobre la Rivera de Fresno y próximo al pago de Los Casales, nos muestra la existencia de población en el entorno de Sogo desde época romana. Se ha fijado su construcción a finales del S. I, durante los tiempos de la Pax Romana. Conserva en perfecto estado sus arcos de medio punto y los correspondientes tajamares, así como un trozo empedrado de la calzada que nos revela el sistema empleado para su construcción y sus posibilidades de uso.
En la Edad Media, Sogo quedó integrado en el Reino de León, época en que habría sido repoblado por sus monarcas en el contexto de las repoblaciones llevadas a cabo en Sayago.
Posteriormente, en la Edad Moderna, Sogo estuvo integrado en el partido de Sayago de la provincia de Zamora, tal y como reflejaba en 1773 Tomás López en Mapa de la Provincia de Zamora.
Perteneció a la cuadrilla de Pereruela, que era una de las cuatro en que se dividía el antiguo partido de Sayago dentro de la jurisdicción de la ciudad de Zamora.
Sogo a principios del siglo XIX (1827), según el Diccionario Geográfico-Estadístico de España y Portugal, este era lugar de realengo del partido de Sayago que contaba con 53 vecinos y 156 habitantes, que estaba situado en el camino que conduce desde Zamora a Fermoselle, lindando con los términos de Fadón, Malillos y Fresnadillo. Riegan su término dos arroyuelos que desaguan en el Duero y formado por suelo de tierra ligera que produce cebada, centeno, trigo, garbanzos y pastos. Dista 4 leguas de su capital, Zamora, contribuyendo con 1014 reales y 29 maravedíes.
Al reestructurarse las provincias y crearse las actuales en 1833, la localidad fue encuadrada en la provincia de Zamora, dentro de la Región Leonesa, integrándose en 1834 en el partido judicial de Bermillo de Sayago, dependencia que se prolongó hasta 1983, cuando fue suprimido el mismo e integrado en el partido judicial de Zamora.

## Geografía humana

### Demografía
| Gráfica de evolución demográfica de Sogo entre 1842 y 1970 |
| |
| Población de derecho según los censos de población del INE Población de hecho según los censos de población del INEEntre el censo de 1981 y el anterior, este municipio desaparece porque se integra en el municipio 49152 (Pereruela) |

## Monumentos

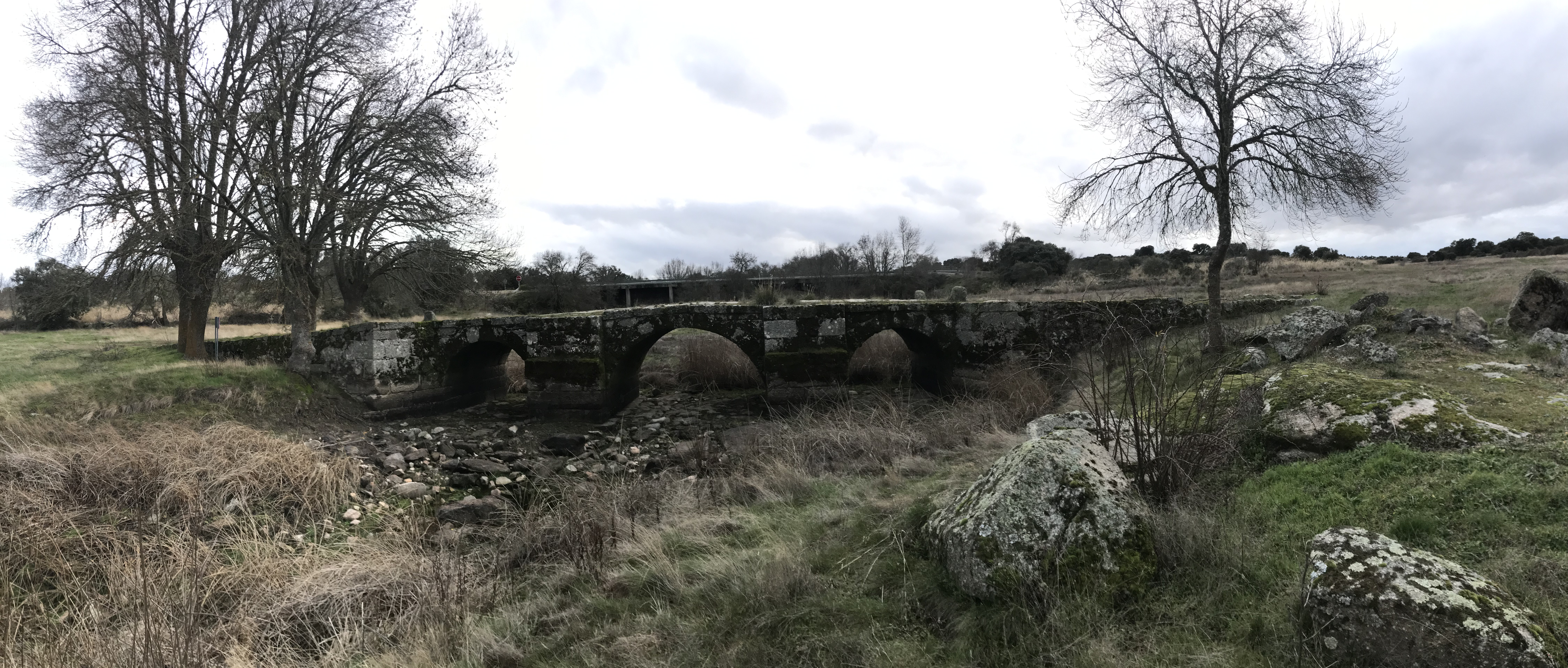
Puente de Sogo en la calzada Mirandesa.

Sogo es especialmente conocida por su hermoso puente situado sobre la rivera que corre por su término. Tal obra, situada dentro de la calzada romana que unía la ciudad de Zamora con el municipio de Fermoselle, es considerada (tal y como indica su señalización) que su origen es romano, aunque es muy probable que en la Edad Media fuera rehecho siguiendo el modelo original de la época romana. El puente de Sogo cuenta con tres arcos, siendo el de en medio de mayor tamaño que los demás. 
De su municipio, también destacan su iglesia y el crucero situado delante de la misma. Este último posee tres amplios escalones, pie en forma de ara y corto poste cuadrado transformado en octogonal, donde su capitel se forma por profundas escocias, teniendo su cruz superior unos brazos laterales excesivamente estrechos.

## Fiestas patronales
Su fiesta principal es  San Juan, aunque desde ya hace algunos años se celebra como fiesta principal el penúltimo domingo de agosto (antiguamente tercer domingo de septiembre) el denominado Ofertorio.